# Підводні човни типу «Рейнбоу»
Підводні човни типу «Рейнбоу» або типу «R» (англ. Rainbow-class submarine) — клас військових кораблів з 4 океанських підводних човнів, що випускалися британськими суднобудівельними компаніями у 1930-1931 роках. Субмарини цього типу входили до складу Королівського військово-морського флоту Великої Британії та брали активну участь у боях Другої світової війни.

## Список підводних човнів типу «Рейнбоу»
Позначення
| № | Корабель  | Номер вимпелу | Виготовлювач                                            | Закладено      | Спущено        | У строю           | Статус |
| - | --------- | ------------- | ------------------------------------------------------- | -------------- | -------------- | ----------------- | --- |
| 1 | «Рейнбоу» | N16           | Chatham Dockyard, Чатем                                 | 24 липня 1929  | 14 травня 1930 | 18 січня 1932     | 4 жовтня 1940 року ймовірно зіткнувся з італійським судном Antonietta Costa та затонув в Адріатичному морі |
| 2 | «Регент»  | N41           | Vickers Shipbuilding and Engineering, Барроу-ін-Фернесс | 19 червня 1929 | 11 червня 1930 | 11 листопада 1930 | 18 квітня 1943 року ймовірно підірвався на морській міні та затонув поблизу Барлетти                       |
| 3 | «Регулюс» | N88           | Vickers-Armstrongs, Барроу-ін-Фернесс                   | 17 липня 1929  | 11 червня 1930 | 7 грудня 1930     | 6 грудня 1940 року ймовірно підірвався на морській міні та затонув поблизу Таранто                         |
| 4 | «Ровер»   | N62           | Vickers Shipbuilding and Engineering, Барроу-ін-Фернесс | 24 липня 1929  | 11 червня 1930 | 29 січня 1931     | 30 липня 1946 року проданий на брухт                                                                       |